# Calopteryx melli
Calopteryx melli är en trollsländeart som beskrevs av Friedrich Ris 1912. Calopteryx melli ingår i släktet Calopteryx och familjen jungfrusländor. Inga underarter finns listade i Catalogue of Life.